# Julijana Janewa
Julijana Wasilewa Janewa (bg. Юлияна Василева Янева; ur. 2 sierpnia 1998 w Jambole) – bułgarska zapaśniczka walcząca w stylu wolnym. Olimpijka z Paryża 2024, gdzie zajęła piętnaste miejsce w kategorii do 76 kg. Piąta na mistrzostwach świata w 2019 roku. 
Złota medalistka mistrzostw Europy w 2023; srebrna w 2021; brązowa w 2022 i 2024. Wygrała indywidualny Puchar Świata w 2020. Trzecia na MŚ juniorów w 2017. Druga na ME juniorów w 2018 i trzecia w 2017. Trzecia na MŚ kadetów w 2014 roku.